# Haxthausen
Haxthausen er en ældgammel uradelsslægt stammende fra Westfalen og Sachsen, der fører to skråtliggende, sammentømrede sølv vognlætter i rødt skjold, på hjelmen to røde vinger, hver belagt med skjoldmærket i udadvendt stilling.
Johann von Haxthausen til Appenburg og Bockendorff nævnes 1280 som hofmester i Paderborn, et embede, der i lange tider gik i arv til slægtens ældste. I 15. århundrede opstod to hovedlinjer, den hvide eller Appenburg-linjen og den sorte eller Tienhausen-linjen. Til den første hørte baron Maximilian Wilhelm von Haxthausen (1717-1789), der naturaliseredes 12. juni 1776 som dansk adel efter mange års tjeneste i den danske hær; han beklædte senere kommandantposten i Fredericia og avancerede til generalmajor. Hans stadig blomstrende efterslægt talte generalmajor, baron Henrich Christian Haxthausen (1831-1900).
Af den Tienhausen'ske linje kom to brødre, friherre Anton Wolf Haxthausen til Tienhausen (1647-1694) og friherre Johan Dietrich Haxthausen til Eisborn (1652-1703), til Danmark. Den førstnævnte ansattes 1669 som hof- og jagtjunker hos Frederik III og steg nu så hurtig i yndest ved det danske hof, at han allerede 1680 opnåede embedet som overstaldmester. Som sådan virkede han utrættelig for fornyelsen af det berømte stutteri på Frederiksborg Slot og belønnedes med Dannebrogordenen. Han sendtes senere gentagne gange som envoyé extraordinaire til forskellige tyske hoffer, 1692 udnævntes han til overlanddrost i Oldenburg og Delmenhorst. Hans hustru, grevinde Dorothea Justina Aldenburg, var dronning Charlotte Amalies overhofmesterinde. Deres ældste søn, kammerherre og hvid ridder, greve Christian Frederik Haxthausen til Tienhausen (1690-1740), avancerede til oberst, blev deputeret i Generalkommissariatskollegiet og sidst overlanddrost i Oldenburg og Delmenhorst; 6. april 1736 optoges han i den danske grevestand. Blandt hans børn skal først nævnes gehejmekonferensråd, kammerherre, blå og hvid ridder, greve Gregers Christian Haxthausen til Tienhausen (1733-1802), hvem en række meget vigtige embeder blev betroet; han var således gesandt ved det polske, senere ved det russiske hof, hvor han repræsenterede Danmark i de kritiske år 1761-63, 1. deputeret i Generalkommissariatskollegiet, medlem af Gehejmestatsrådet, overhofmester på Sorø Akademi, stiftamtmand i Sjællands Stift og præsident i Det vestindisk-guineiske Rente- og Generaltoldkammer. Han skildres som meget pligtopfyldende og som en mand med betydelig dannelse. Hans søn, generalmajor, kammerherre, greve Christian Ove Haxthausen til Tienhausen (1777-1842), blev hofmarskal 1826, overhofmarskal og ordensmarskal 1840. Med ham uddøde den grevelige linje. En anden søn af grev Christian Frederik Haxthausen, generalløjtnant, kammerherre og hvid ridder, baron Clemens August Haxthausen (1738-1793), var gennem en årrække chef for Livgarden til Fods, senere kommandant i København. Ovennævnte friherre Johann Dietrich von Haxthausen stod fra sin ungdom i dansk krigstjeneste; han kæmpede med hæder på talrige udenlandske valpladser og steg til generalløjtnant.
Til en yngre gren af samme linje hørte etatsråd Georg Frederik von Haxthausen til Dronninglund Slot og Dallund (1665-1719), som var staldmester, først hos prins Frederik (IV), siden hos dennes broder, Prins Carl, og generalmajor Frederik Gottschalck Maximilian Haxthausen (den ældre) (1705-1770), bl.a. chef for Landkadetkompagniet og kommandant på Frederikssten. Af sidstnævntes 12 børn skal her nævnes oberst Arnold Frederik Ludvig Haxthausen (1738-1813), norsk statsråd og generalløjtnant Frederik Gottschalck Haxthausen (den yngre) (1750-1825) og generaladjutant, kammerherre Christian Frederik Haxthausen (1754-1790). Den første af disse brødre blev fader til deputeret i Generalkommissariatskollegiet, direktør for den militære manege, ordensskatmester, generalmajor, kammerherre Frederik Julius Haxthausen (1772-1834), der fik et smukt eftermæle som en yderst brav og rettænkende personlighed. Blandt hans børn kan anføres herredsfoged, kammerherre Christian Holger Ludvig Haxthausen (1801-1860), hvis børn 8. januar 1880 optoges i den danske adel, overstaldmester, ordensmarskal, kammerherre Frederik Vilhelm August Haxthausen (1806-1889), generalmajor, kammerherre Carl Ulrik Emil Haxthausen (1807-1889), der – som kaptajn – særlig udmærkede sig i slaget ved Isted, og overretsassessor, kammerherre Frederik Julius Haxthausen (1810-1877). Den mest kendte af ovennævnte statsråd F.G. Haxthausens børn var datteren Louise Regine Isabella Haxthausen (1803-1874), som blev overhofmesterinde hos Dronning Desideria; hun ægtede den svenske generalløjtnant, grev Ludvig Ernst von Stedingk. Ovennævnte generaladjutant Christian Frederik Haxthausens sønnesøns, major Frederik Julius Haxthausens (1817-1867), børn blev 24. marts 1883 optagne i den danske adel.

## Væsentlige danske medlemmer af slægten
- Alfred Haxthausen (1848-1926) – officer
- Alix Haxthausen, født Scavenius (1902-1988) – maler (Alix Brønnum Haxthausen)
- Anton Wolf Haxthausen (1647-1694) – friherre, hofmand
- Aurora von Haxthausen, født Gyllenhaal (1830-1888) – svensk forfatterinde (Gustafva Charlotta Märta Aurora Haxthausen)
- Carl Ulrik Emil Haxthausen (1807-1889) – officer
- Christian Haxthausen (1855-1914) – borgmester i Store Heddinge (Christian Frederik Haxthausen)
- Christian Frederik Haxthausen (officer) (1690-1740) – greve, officer
- Christian Frederik Haxthausen (diplomat) (1887-1932) – officer og diplomat
- Christian Ove Haxthausen (1777-1842) – greve, overhofmarskal
- Clemens August Haxthausen (1738-1793) – baron, officer
- Frederik Haxthausen (1878-1931) – baron og konsul (Frederik Charles Haxthausen)
- Frederik Gottschalck (Maximilian) Haxthausen (den ældre) (1705-1770) – officer
- Frederik Gottschalck Haxthausen den yngre (1750-1825) – officer
- Frederik Julius Haxthausen (officer) (1772-1834) – officer og ordensskatmester
- Frederik Julius Haxthausen (landsdommer) (1810-1877) – landsdommer
- Frederik Vilhelm August Haxthausen (1806-1889) – officer
- Gregers Christian Haxthausen (1732-1802) – greve, statsminister og stiftamtmand
- Henrich Haxthausen (1831-1900) – baron, officer (Henrich Christian Haxthausen)
- Holger Haxthausen (1892-1959) – overlæge og professor, dr. med. (Holger Rosen Haxthausen)
- Johan Dietrich Haxthausen (1652-1703) – officer
- Louise von Stedingk, født Haxthausen (1803-1874) – overhofmesterinde (Louise Regine Isabella von Stedingk)
- Tørk Haxthausen (1924-2012) – forfatter, maler, instruktør mm.

## Væsentlige tyske medlemmer af slægten
- Christian August von Haxthausen, August den Stærkes hofmester
- Johann August von Haxthausen (1730-1741), kursachsisk regimentsanfører
- Caspar Moritz von Haxthausen, landdrost i Amt Lichtenau (Westfalen) (Fyrstebispedømmet Paderborn)
- Werner Adolph von Haxthausen (1744-1823), landdrost i Amt Lichtenau
- Therese-Louise Freifrau Droste zu Hülshoff, født von Haxthausen (1760-1826), moder til digteren Annette von Droste-Hülshoff
- Werner von Haxthausen (1780-1842), tysk embedsmand og filolog
- August von Haxthausen (1792-1866), tysk agronom og nationaløkonom
- Michael Haxthausen (1979) Fodboldspiller og Lærer og Underviser